# Abel Guichemerre
Ne doit pas être confondu avec son frère Alfred Guichemerre, également joueur de rugby à XV à l'Union sportive dacquoise, au poste de pilier.
Ne doit pas être confondu avec René Guichemerre, joueur de rugby à XV contemporain évoluant au poste d'arrière au Stade français Paris et au Biarritz olympique,.
Ne doit pas être confondu avec d'autres patronymes contemporains, joueurs de rugby à XV évoluant au poste d'arrière à l'Aviron bayonnais et au Club olympique tarbais.

a Compétitions nationales et continentales officielles uniquement.

b Matchs officiels uniquement.
Abel Guichemerre, né le 23 août 1889 à Dax et mort le 26 avril 1946 dans la même ville, est un joueur et dirigeant français de rugby à XV.
Lors de sa carrière de joueur, il évolue à l'aile et au centre de la troisième ligne, et joue l'intégralité de sa carrière sous le maillot du club de l'Union sportive dacquoise entre les années 1900 et 1920, participant aux deux sacres en championnat de Côte basque de 1re série ainsi qu'à celui de 2e série.
International avec l'équipe de France et l'un des deux premiers représentants de l'US Dax sous le maillot national, il est capé à quatre reprises de 1920 à 1923, après avoir disputé des rencontres non-officielles sous le statut d'« international de guerre » en 1919.
Après sa carrière sportive, il exerce toujours dans le milieu du rugby en tant que dirigeant. Président de l'Union sportive dacquoise, il officie également au sein du comité de sélection des instances fédérales, autant auprès de la Fédération française de rugby que du comité Côte basque.

## Biographie

### Jeunesse et débuts à l'Union sportive dacquoise
Abel Guichemerre, déclaré sous les prénoms Frédéric Jean-Baptiste Abel à l'état civil, naît le 23 août 1889 à Dax dans les Landes, de l'union d'Hippolyte Guichemerre et de Jeanne Mélie Cazalis.
Il est l'aîné d'une famille de joueurs de rugby-football, comptant entre autres Alfred,,.

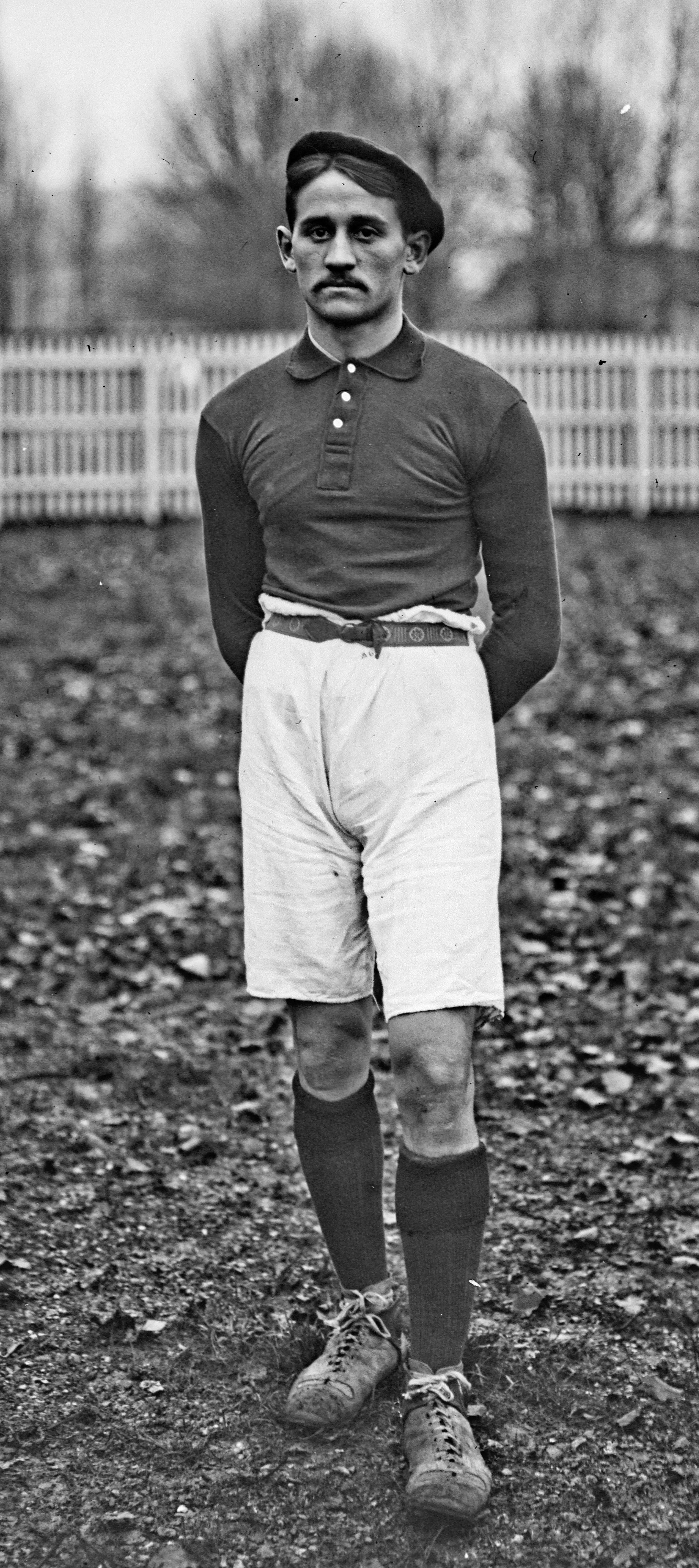
Abel Guichemerre en 1911, en marge d'une rencontre entre les sélections de Paris et de Côte basque.

Abel intègre l'équipe de sa ville natale, l'Union sportive dacquoise, et joue son premier match en 1904 contre une équipe de Mont-de-Marsan,. Il intègre l'équipe première vers la fin de l'année 1907, et se met régulièrement en évidence de par ses prestations lors de la saison 1908-1909, notamment lors d'un match amical disputé au stade de Cuyès contre le Stade bordelais UC tout juste sacré champion de France. Il évolue notamment auprès de son ami proche Maurice Boyau,, qu'il initie à la pratique rugbystique.

### Premier titre régional en club et pré-sélections avant-guerre
Régulièrement cité comme l'un des meilleurs joueurs de l'équipe, notamment après le départ de son coéquipier de troisième ligne Boyau,, il endosse le rôle de capitaine de l'équipe très tôt, dès 1908.
Il contribue à l'obtention du premier titre officiel du club de l'USD, celui de champion de Côte basque de 2e série lors de la saison 1911-1912, et mène son équipe jusqu'en demi-finale du championnat de France de 2e série en fin de saison, s'inclinant contre le Toulouse OEC. Il fait partie quelques mois plus tôt, le 4 décembre 1911 de la sélection de Côte basque contre celle de Paris,.

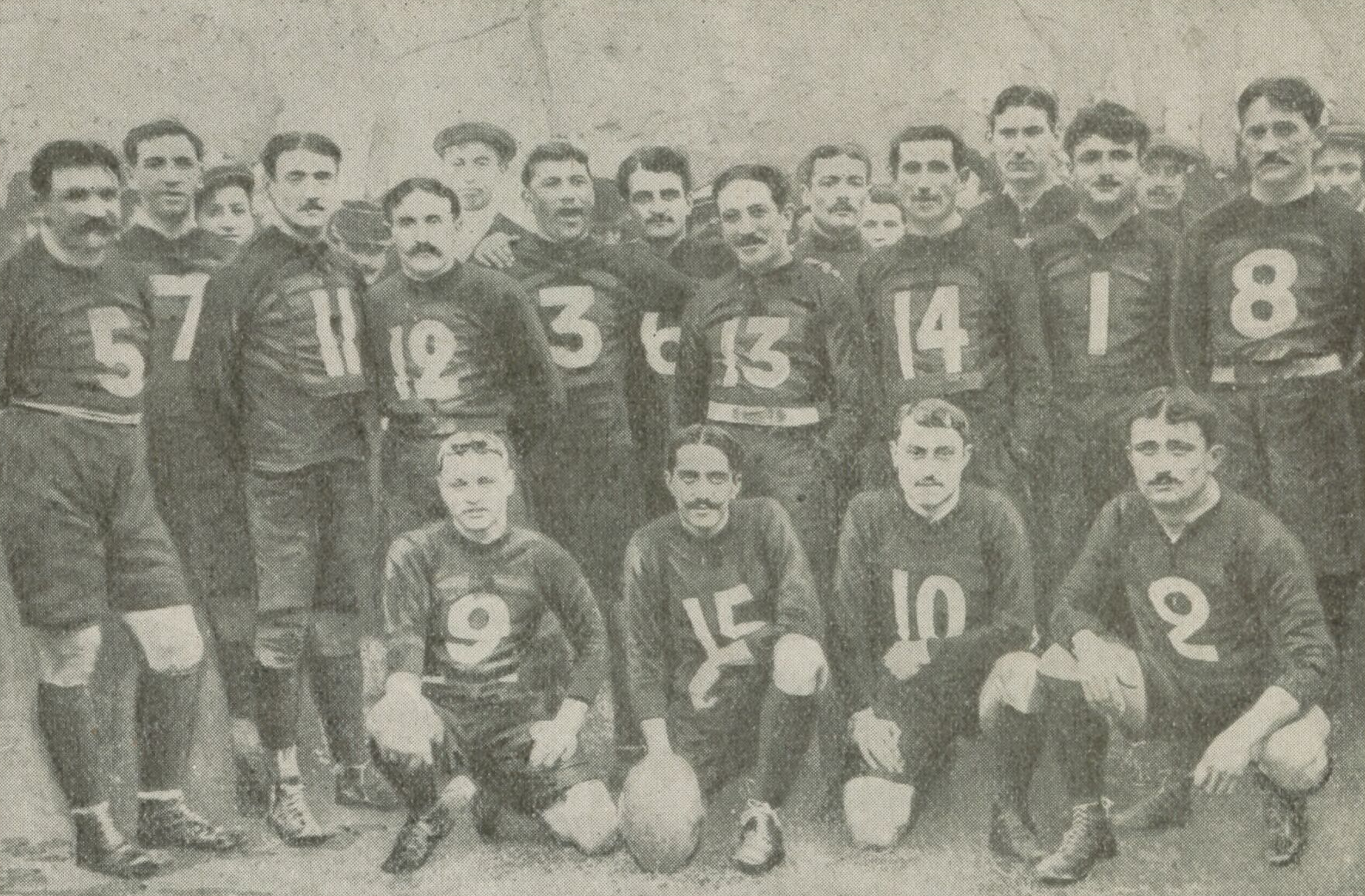
L'équipe des Possibles, dans le cadre du match de sélection du 15 12 1912 ; Guichemerre porte le numéro 8.

En 1912, il est repéré par les sélectionneurs nationaux et joue deux matchs de pré-sélection, à Nantes et à Anglet. Lors du premier, une confrontation Nord-Sud le 1er décembre, il se démarque en inscrivant un essai,, puis joue le 15 décembre au stade de Hardoy le match entre la sélection des « Probables » et celles des « Possibles », contribuant à la victoire des siens en marquant un essai avec les « Possibles ». Non retenu pour rejoindre l'équipe de France, il joue un match avec la sélection de Côte basque contre celle du « Reste de Paris », remportée sur le terrain francilien de Bois-Colombes ; ces sélections lui permettent d'atteindre un niveau de notoriété régional, à la manière de Fernand Forgues à l'Aviron bayonnais, ainsi qu'en dehors de la Côte basque.

### Statut sportif d'international de guerre
Les compétitions sportives sont interrompues en 1914 par la Première Guerre mondiale. Guichemerre, mobilisé dans l'armée de réserve sous la classe 09,,, est affecté au 49e régiment d'infanterie à partir du 24 février 1915. Maintenu auxiliaire après évaluation par une commission de médecins, il est par la suite détaché des corps militaires le 6 août 1915, successivement employé aux Maisons Thévenot et Cazalis, affecté à son entreprise de scierie mécanique, puis en usine.
Les activités sportives reprennent de manière éparse via des initiatives privées, plus plus formellement au civil autour de 1915-1916 suivant les territoires, tandis que les rencontres internationales reprennent en 1917 avec l'aval de l'Union des sociétés françaises de sports athlétiques (USFSA).
Le capitaine Guichemerre repère vers 1916 les qualités de René Crabos, jeune centre du club landais du Sport athlétique saint-séverin et le fait rejoindre le club dacquois vers 1916,,. Il est la saison suivante convoqué le 25 novembre 1917 pour un match de pré-sélection au terrain de Sarrouilles vers Tarbes avec l'équipe des « Probables » de la région Sud, contre les « Possibles » du Sud ; les seconds l'ayant emporté, Guichemerre n'entre pas dans la suite du processus de sélection,,.
Entre temps, fin janvier 1918, l'Union sportive dacquoise remporte le championnat de Côte basque de 1re série – le plus haut niveau régional – à l'issue d'un match à domicile gagné contre la Section paloise, s'assurant du sacre avant même la dernière rencontre,.
Rescapé de la Première Guerre mondiale, au début de l'année 1919, il est à nouveau sélectionné en équipe de France à quatre reprises, après avoir passé avec succès le processus de pré-sélection avec un match « Probables » contre les « Possibles » à Bordeaux le 22 décembre 1918 ; ces sélections ne sont pas comptabilisés en tant que capes officielles mais au titre d'« international de guerre ». Il affronte au Parc des Princes l'Armée galloise le 1er janvier 1919 (victoire 13 à 6),, puis l'Armée australienne le 19 janvier (défaite 0 à 3),,, ainsi que la Nouvelle-Zélande à deux reprises le 4 mai à Colombes (défaite 10 à 16),, puis le 11 mai à Toulouse (défaite 13 à 14),,. Entre ces deux affrontements contre les représentants All Blacks, il joue une nouvelle fois contre ces derniers à Pau au sein d'une sélection régionale (défaite 6 à 16),. Il est également sélectionné pour affronter l'armée sud-africaine le 23 février ; la rencontre est néanmoins annulée, la sélection ne pouvant effectuer le déplacement. En parallèle de ces rencontres internationales sous le maillot français, l'US Dax ne parvient pas à défendre son titre de champion de Côte basque, aux dépens de l'Aviron bayonnais derrière laquelle elle termine deuxième. Le 27 avril, Guichemerre est appelé dans une sélection composée des meilleurs joueurs français, dans une rencontre d'exhibition opposant à Strasbourg cette sélection au champion de France, le Stadoceste tarbais,. En juin 1919, il est appelé en tant que remplaçant pour les épreuves de rugby à XV des Jeux interalliés mais ne dispute aucune des deux rencontres contre la Roumanie et les États-Unis.
Le 12 septembre 1919, il sera renvoyé en congé illimité du service de l'armée ; en juin 1924, il est affecté dans la réserve du 24e régiment d'artillerie, puis placé sans affectation en septembre.

### Capes internationales et titres de champion de Côte basque en club

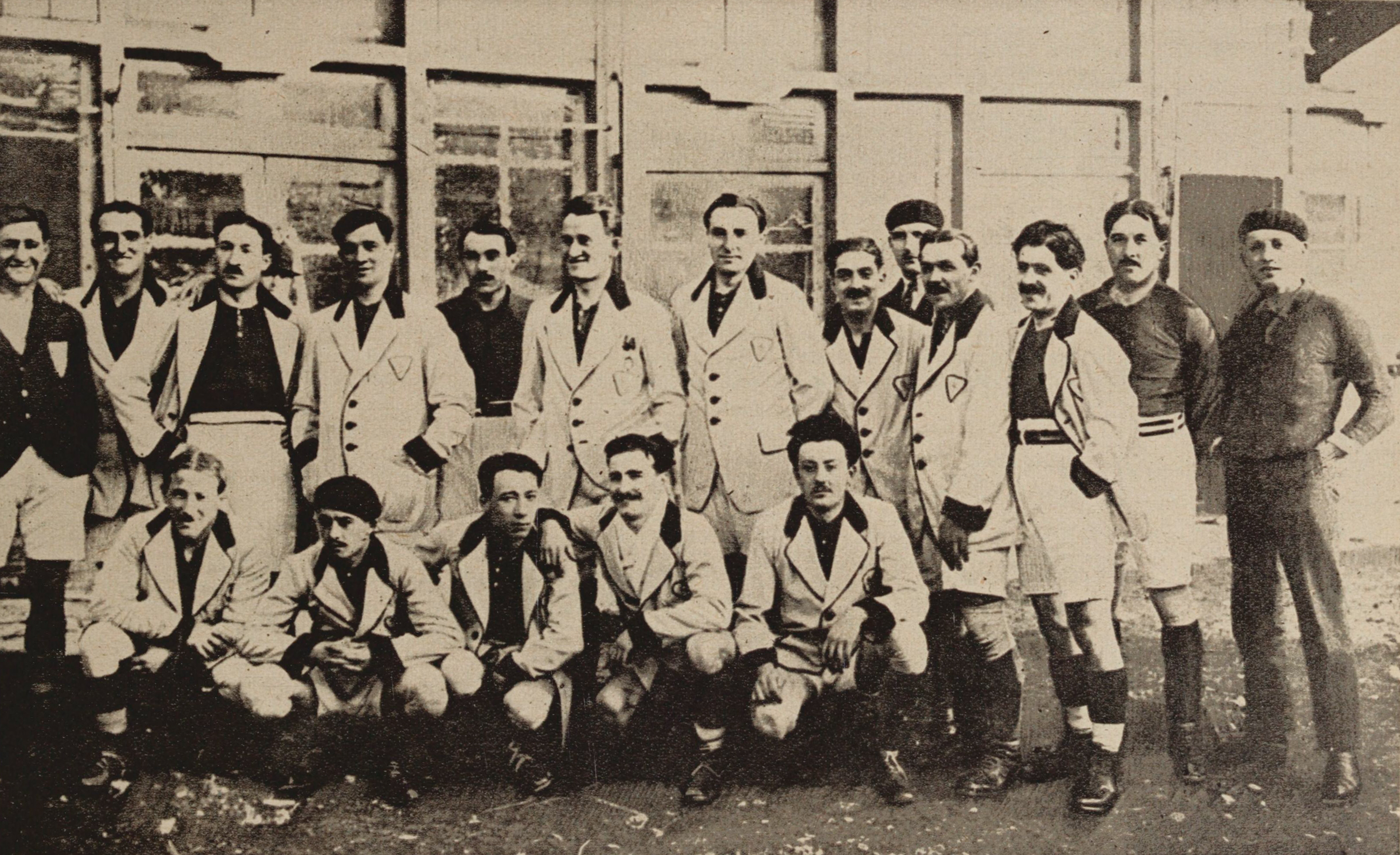
Abel Guichemerre (debout, 6e depuis la gauche) et le groupe de l'USD pendant la saison 1920-1921 ; sur sa veste d'uniforme, un coq est présent au-dessus de l'écusson du club.

Lors de la saison 1919-1920, il hérite à nouveau du rôle de capitaine des rouges. Il dispute à l'automne un match de sélection à Anglet avec les « Probables » contre les « Possibles » en vue de la formation du groupe français en amont du Tournoi des Cinq Nations, puis est pré-sélectionné pour un dernier match d'exhibition à Perpignan, toujours avec les « Probables »,. Il est sélectionné dans le groupe élargi en tant que remplaçant dans le cadre du premier match du Tournoi 1920 contre l'Écosse mais ne participe pas à la rencontre. Pour le match suivant, il remplace Robert Marchand ; le 31 janvier 1920, Guichemerre connaît ainsi sa première sélection internationale en équipe de France de rugby à XV, contre l'Angleterre au stade de Twickenham (défaite 8 à 3),,. Cette sélection fait de lui le premier représentant du club dacquois sous le maillot tricolore, en même temps que Bernard Lavigne,. Après cette sélection, Guichemerre est une troisième fois sacré champion de Côte basque de 1re série avec l'Union sportive dacquoise pour la saison 1919-1920, après sa victoire fin janvier contre le Biarritz olympique ; il s'illustre ensuite en championnat de France, les rouge et blanc atteignant le dernier tour qualificatif,.

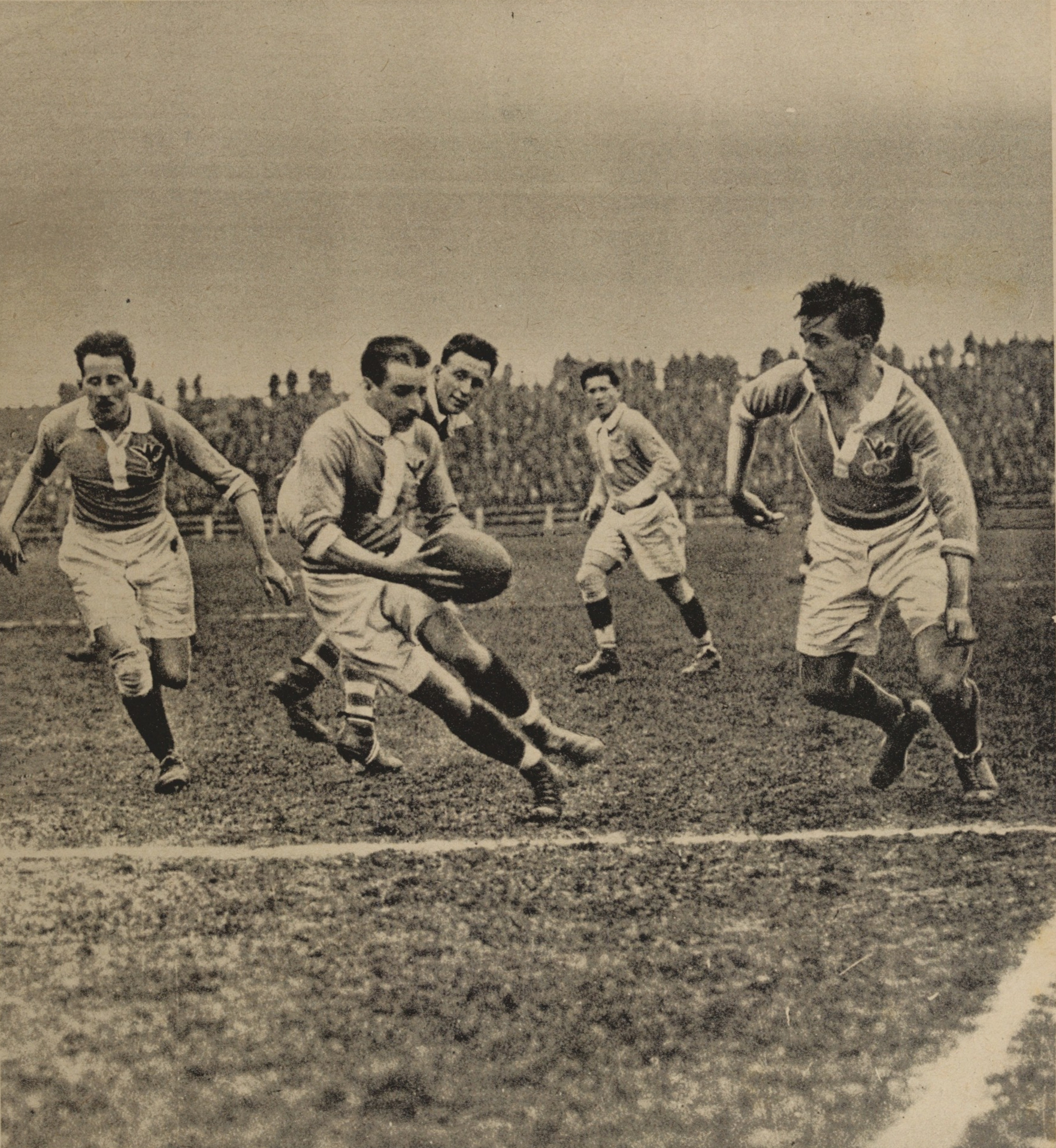
L'attaque de l'équipe de France contre l'Irlande, lors du Tournoi 1921, suivie par Guichemerre sur la gauche.

Il porte à nouveau le maillot national à deux reprises pour le Tournoi 1921 contre l'Angleterre (défaite 6 à 10),, – et reçoit à cette occasion sa première cape – et l'Irlande (victoire 20 à 10),. Après avoir participé au match d'exhibition de fin de saison entre l'US Perpignan championne de France et l'équipe de France, au stade de la route de Thuir, il est pré-sélectionné par la Fédération française de rugby (FFR) récemment formée en vue d'une tournée de près de six mois à l'été 1922 sur l'invitation de ses homologues de Nouvelle-Zélande et d'Australie, et pressenti pour prendre le capitanat, ; le projet, initié en août 1921, est finalement abandonné pour des questions organisationnelles, notamment avec le risque de faire manquer aux joueurs le début des championnats.
Lors de la saison 1921-1922, le frère d'Abel, Alfred, intègre également l'effectif dacquois parmi les avants. L'US Dax ne conserve pas cette année son titre de champion de Côte basque, après sa défaite en finale contre le Biarritz olympique mais prend tout de même part au championnat de France, atteignant le dernier tour qualificatif,. Abel participe avant l'intersaison au match d'exhibition annuel entre les sélections voisines de Côte basque et de Côte d'Argent,.
Après un an d'absence sous le maillot national, Guichemerre se démarque à nouveau lors des matchs de sélection de 1923,, à Agen avec les « Probables » contre les « Possibles »,,, puis à Biarritz entre « France » et « Reste »,. Il prend ainsi part au Tournoi des Cinq Nations, avec pour rôle de diriger le paquet d'avants, lors du déplacement en Écosse (défaite 16 à 3) ; non reconduit pour le match suivant au pays de Galles, l'entièreté de la troisième ligne étant renouvelée, cette quatrième cape représentera la dernière de sa carrière internationale.

### Participation à l'hommage à Maurice Boyau

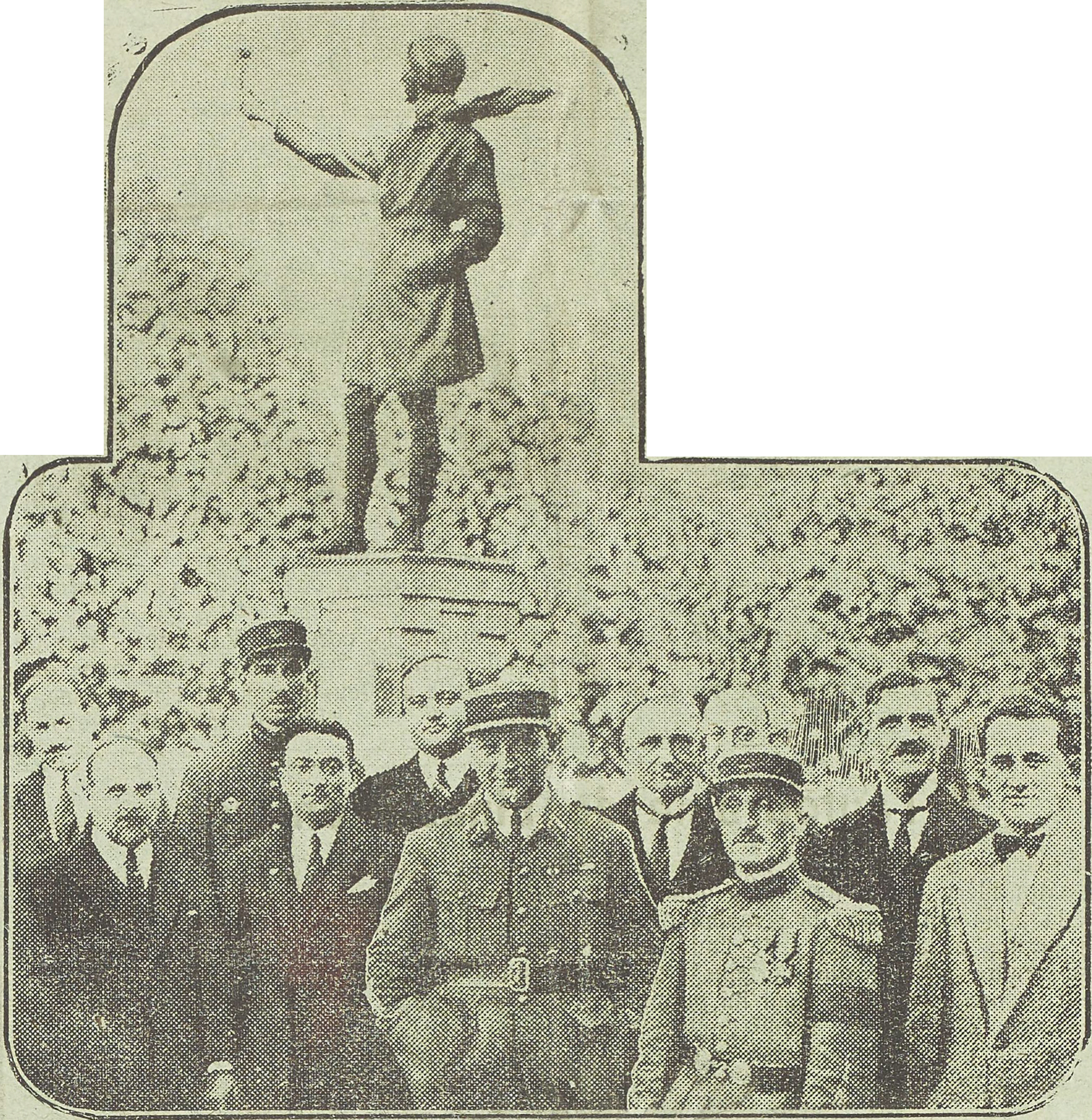
Inauguration du monument de Maurice Boyau en 1924 ; Guichemerre, au premier rang à droite.

À l'automne 1923, un comité est monté afin d'élever un monument en hommage à Maurice Boyau, as de l'aviation de la Première Guerre mondiale mort pour la France à la fin du conflit et international français de rugby ayant entre autres porté le maillot de l'Union sportive dacquoise, du Stade bordelais et du Racing Club de France. Parmi les personnalités du monde de rugby, Allan Muhr, Robert Monier, Fernand Forgues et Abel Guichemerre, ce dernier étant un des amis proches de Boyau,. Les trois derniers sont ainsi chargés de recueillir dans le Sud-Ouest de la France les souscriptions à ce dessein,. À cette occasion, Guichemerre prend du recul dans ses activités extra-sportives au sein de l'USD afin de se consacrer plus amplement à ses affaires extérieures, mais continue la pratique sportive sur le terrain.
Érigé à Dax, Guichemerre et Forgues sont alors chargés d'organiser les événements autour de l'inauguration du monument au mois d'octobre 1924, avec une cérémonie au matin et un match de rugby l'après-midi,, opposant au stade Maurice-Boyau les équipes représentant les comités de Côte basque et de Côte d'Argent, deux des territoires où Boyau a évolué durant sa carrière rugbystique ; le Dacquois fait partie de la sélection de Côte basque pour cette rencontre,.
En parallèle et sans connexion avec cette organisation, au mois d'août 1924, une scission intervient au sein de l'Union sportive dacquoise : Abel Guichemerre, en désaccord avec le président Eugène Milliès-Lacroix et en minorité lors d'une assemblée générale, choisit de quitter l'USD et entreprend la création d'un second club dacquois,, selon les sources sous le nom temporaire de Racing Club dacquois ou Stadoceste dacquois,. Bien que l'intention première ne soit que de disputer des matchs amicaux, sans s'inscrire en championnat, il s'entoure de plusieurs coéquipiers de l'USD, notamment Charles Lacazedieu et Jean Loustau.
Cette entité éphémère prendra néanmoins fin dès le mois de septembre. La journée d'inauguration du monument de Maurice Boyau du 5 octobre 1924 marque la réconciliation publique entre Guichemerre et Milliès-Lacroix, mettant fin à la courte dissidence au sein de l'USD,.

### Fin de carrière de joueur et reconversion hors des terrains
Lors de la saison 1925-1926, Guichemerre renforce et entraîne l'équipe « troisième » réserve de l'USD, avec laquelle il est sacré champion de Côte basque de 1re série ; il continue à évoluer en équipe première à titre de remplaçant,. Cette même saison, il revient à la tête de la présidence de la section rugby de l'USD, deux années après l'avoir quittée.
Guichemerre continue la pratique du rugby avec l'US Dax jusqu'au terme de la saison 1926-1927, gardant le même statut que lors de la précédente, tant autant de l'équipe troisième que de l'équipe première avec laquelle il fait toujours preuve de prestations remarquées malgré son âge avancé,,. Néanmoins, sa présence sur les terrains est encore attestée pendant deux autres années, intervenant plutôt en tant que vétéran remplaçant. À l'intersaison 1927, il quitte la présidence de la commission de rugby de l'USD afin de reprendre le capitanat de l'équipe première,.

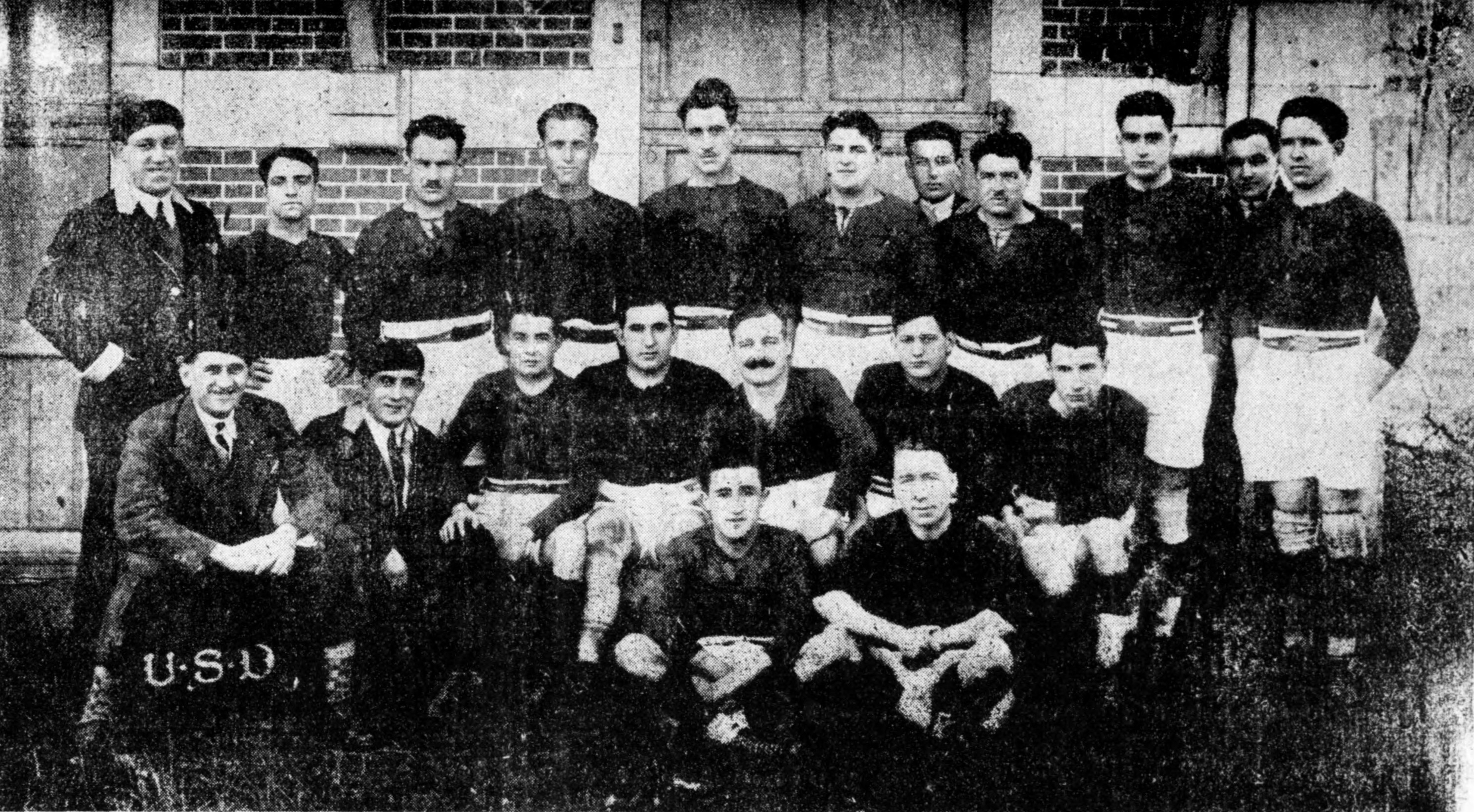
L'équipe première de l'US Dax en 1929 ; Guichemerre (assis, premier à gauche) est en tenue civile auprès des joueurs.

Lors de la saison 1928-1929, il occupe à la fois le rôle de joueur et d'entraîneur de l'USD, ; il joue à cette occasion son dernier match, affrontant le Biarritz olympique en championnat,. Il reste après cela entraîneur de l'équipe pendant la saison 1929-1930 avec son ancien coéquipier René Crabos,,.
Il se consacre ensuite à nouveau à son métier original, en tant qu'entrepreneur d'une scierie et dans les travaux publics,. Dans sa ville natale, il met notamment en œuvre avec Ernest Dassé une extension des arènes de Dax avant la corrida du 30 août 1931, érigeant des gradins en bois apportant 2 000 places supplémentaires sur commande du maire Milliès-Lacroix,. Outre ses chantiers à Dax, plusieurs de ses travaux ont également lieu vers le littoral atlantique, dans la commune de Soorts-Hossegor,, étant lié à la ville balnéaire par l'intermédiaire de son ami Alfred Eluère, autre joueur de rugby ayant porté le maillot national à la même époque. Guichemerre lui fait découvrir Hossegor en 1920 dans laquelle Eluère viendra s'installer et entreprendre, deux ans plus tard ; les deux hommes travailleront par la suite ensemble. À l'été 1933, il organise la première foire-exposition de Dax.
En politique, au sein des listes du groupe radical-socialiste,, il exerce également en tant que conseiller municipal à Dax de 1921, à 1935 après de premières candidatures en 1919. Dans le cadre des élections municipales de 1929, sa liste portée par Alfred Cazalis, Léon Lesparre et lui-même, s'unit avec celle du groupe d'Eugène Milliès-Lacroix, futur maire élu.
Alors que le président de la structure omnisports de l'Union sportive dacquoise, Eugène Milliès-Lacroix, vient d'accéder au titre de maire de la commune, ce dernier quitte ses fonctions de président à la fin de la saison 1928-1929 alors en cours, au profit d'Abel Guichemerre, élu à l'assemblée générale annuelle du 11 juin 1929,.

### Fonctions auprès de la Fédération française de rugby

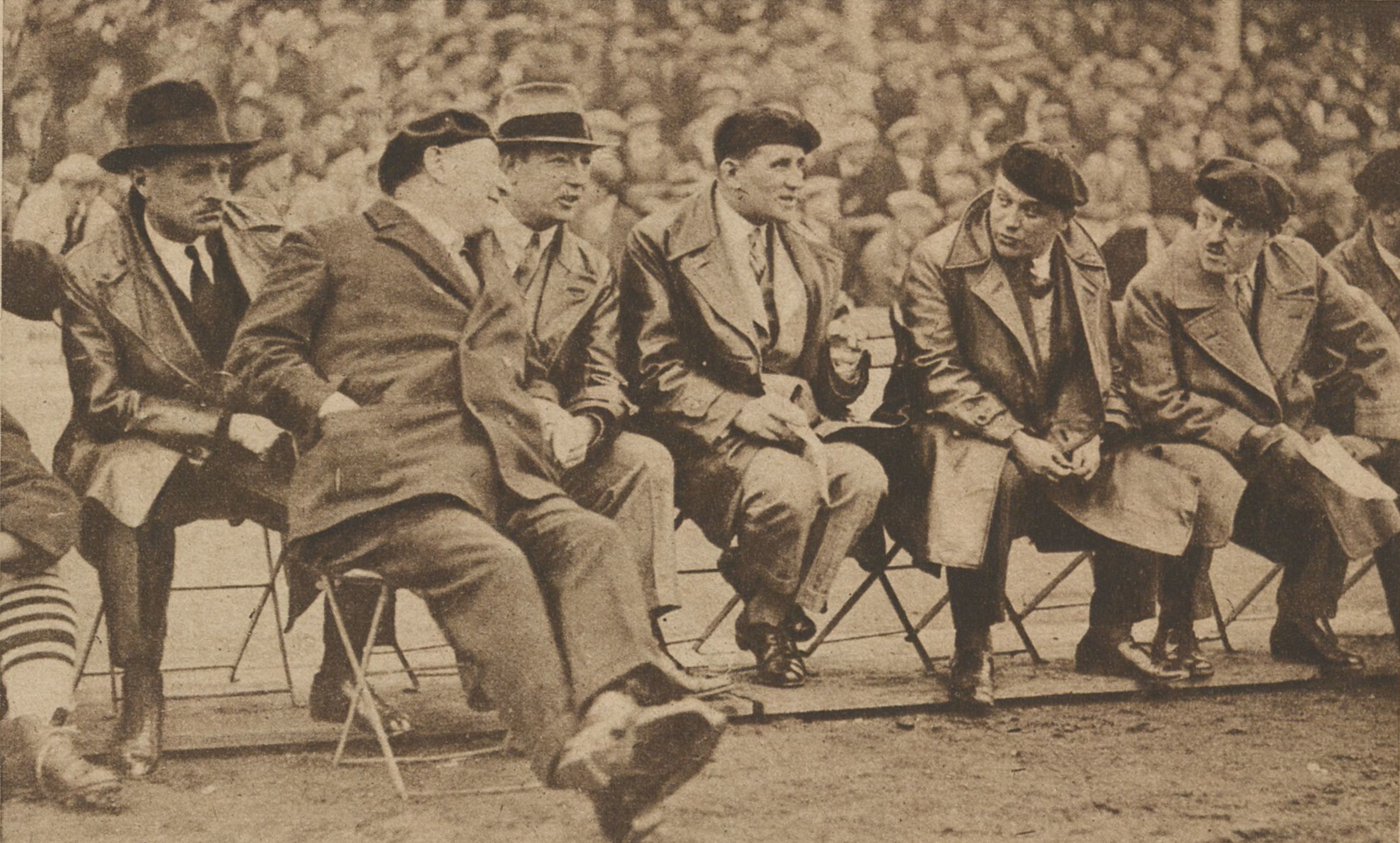
Guichemerre (3e depuis la droite) auprès de six autres sélectionneurs de la FFR, en marge d'un match de sélection joué à Clermont-Ferrand en 12 1931.

Il entre en 1926 dans la commission de sélection de la Fédération française de rugby pour plusieurs années. Il entre également au bureau du comité Côte basque, élu notamment vice-président en juin 1933.

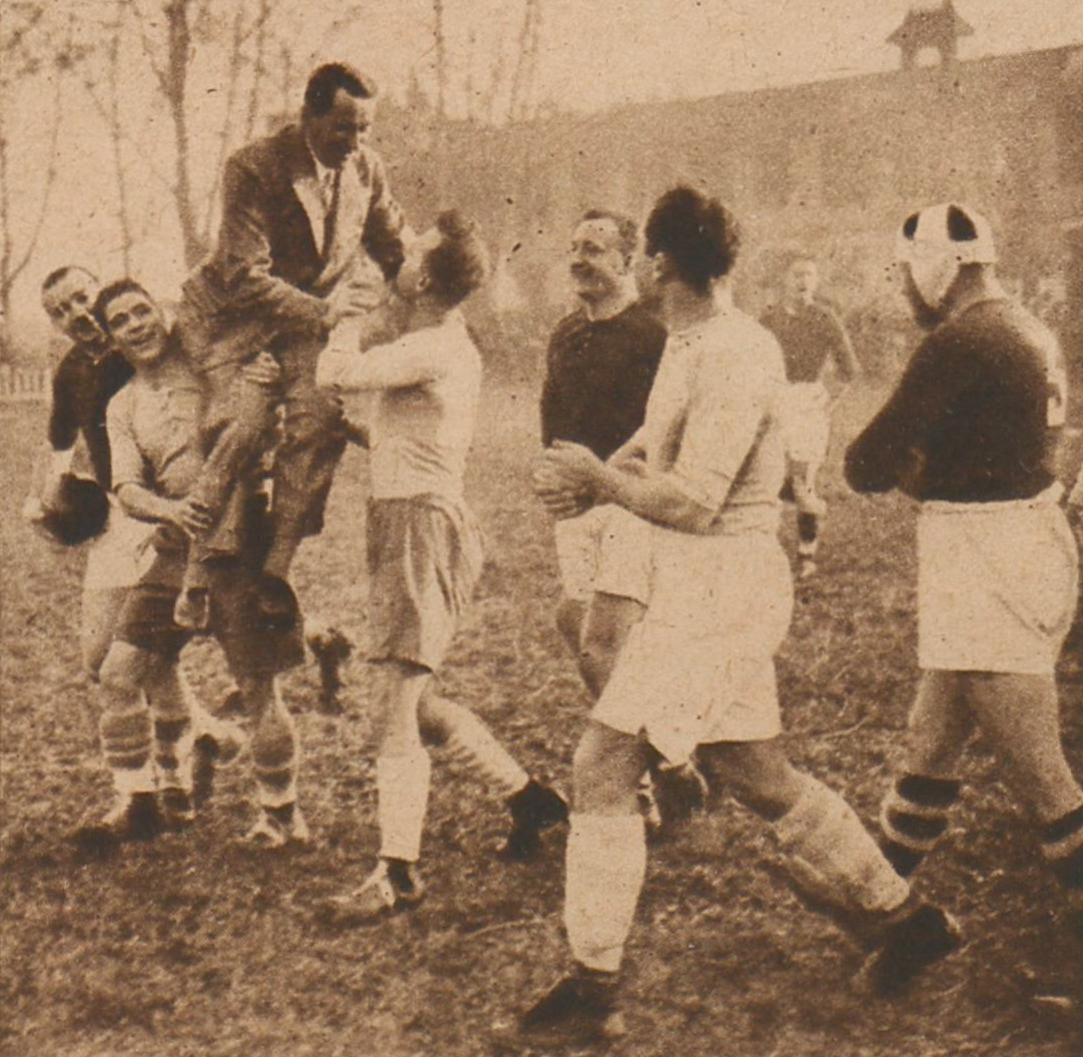
Abel Guichemerre, alors président de l'US Dax et membre de la commission de sélection de la FFR, porté par les joueurs avant un match de sélection, en 12 1930 à Dax.

En 1930, Guichemerre œuvre pour l'organisation d'un match de sélection à Dax le 21 décembre, au titre de président de l'US Dax,. Avant cet événement, il entreprend l'agrandissement des tribunes du stade Maurice-Boyau,.
Vers septembre 1931, quelque temps avant l'assemblée générale dédiée au vote devant trancher entre rester dans le giron fédéral de la FFR ou adhérer à l'UFRA dissidente, Guichemerre démissionne de son poste au sein du club. Malgré son argumentation en faveur de la Fédération, la majorité de l'assemblée se prononce pour rejoindre l'UFRA,. En respect pour la contribution de Guichemerre dans l'histoire de l'USD, son poste vacant à la présidence n'est pas pourvu dans l'immédiat. Il continue malgré tout à œuvrer dans le conflit opposant la FFR et l'UFRA ; avec un groupe d'anciens internationaux capés, il appelle à une conciliation rapide,. En octobre, il représente la FFR lors d'un entretien à Soorts-Hossegor entre les deux entités et le prince de Galles, ce dernier représentant le rugby britannique, inquiet de l'évolution de la situation.
Se représentant à la présidence de l'USD pour la saison 1932-1933, la liste de Guichemerre ainsi que celle de son opposant Louis Claverie, respectivement en faveur d'activités auprès de la FFR et de l'UFRA, se désistent finalement au profit de Paul Debeauvais, non impliqué dans l'un des deux camps, en signe d'apaisement et de rassemblement ; Guichemerre fait partie des vice-présidents.
Plus d'une saison plus tard, alors que l'épisode de dissidence de l'UFRA a pris fin et que l'US Dax est revenue dans le giron de la Fédération, mais est sanctionnée par le comité de discipline de cette dernière par une disqualification jusqu'au 1er octobre 1934, Guichemerre – entre temps redevenu président de l'US Dax après la fin des évènements de l'UFRA, – démissionne début décembre 1933 de ses deux postes fédéraux en protestation,,, reprochant à la FFR d'appliquer une sanction disproportionnée à titre d'exemple.
Bien qu'il candidate à nouveau la saison suivante, il n'est pas élu, lors des votes de 1934 et 1935.

### À la tête de la sélection de Côte basque

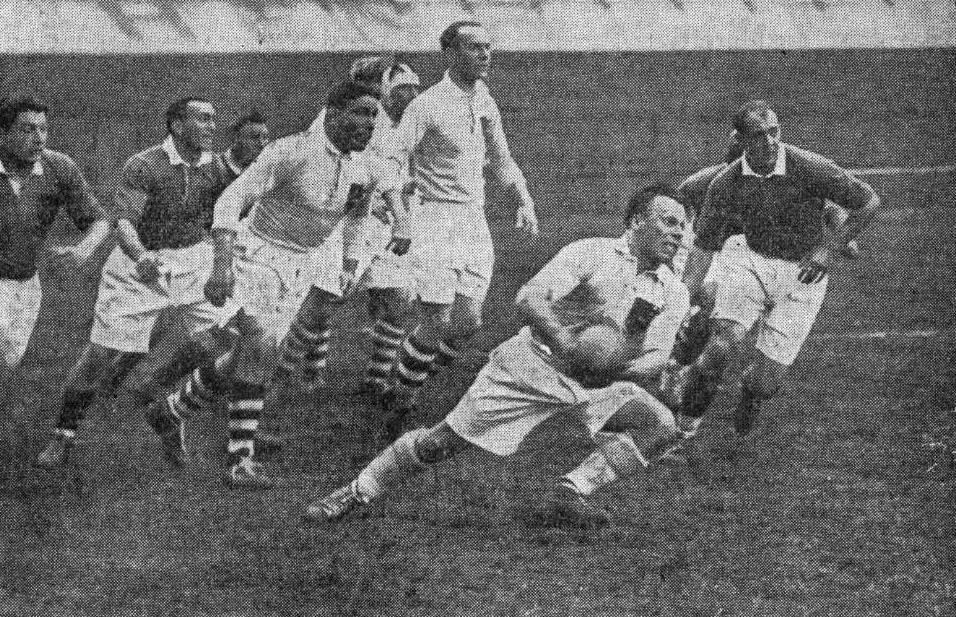
La sélection de Côte basque dispute la finale des trois premières éditions de la Coupe nationale ; ci-contre, la finale de 1937 (en maillots clairs) contre Languedoc-Roussillon.

Après son départ de la fédération, Guichemerre reste encore actif au bureau du comité Côte basque. Alors que la FFR prépare l'organisation annuelle d'une Coupe nationale – ou challenge Pierre-Failliot – à partir de 1937 entre plusieurs « grandes régions » de France, celle de Côte basque fait partie des huit premières équipes participantes, sous l'égide du comité homonyme. Trois sélectionneurs sont alors désignés : Abel Guichemerre œuvre ainsi auprès de René Crabos et Jean Semmartin afin de choisir les meilleurs joueurs des Basses-Pyrénées et des Landes. Sous leur direction, la Côte basque atteint la finale des trois premières éditions, en 1937, 1938 et 1939, sans pour autant remporter la compétition.
Avec l'irruption de la Seconde Guerre mondiale, l'édition 1940 n'a pas lieu. Lors de la mobilisation à l'entrée en guerre, Guichemerre est rappelé à l'activité et affecté au 18e régiment d'infanterie, puis renvoyé aux foyers et classé sans affectation le 24 octobre 1939.
Il conserve son rôle parmi les sélectionneurs pour la Coupe nationale de 1941 et continue d'être actif au sein du comité.
Abel Guichemerre meurt le 26 avril 1946 dans sa ville natale. Parmi les hommages faisant suite à son décès, l'Union sportive dacquoise observe une minute de silence à l'ouverture de la saison 1946-1947, le 29 octobre avant la rencontre l'opposant à l'US Marmande.

## Palmarès
Lors de sa carrière sous le maillot dacquois, Abel Guichemerre est sacré à plusieurs reprises champion de Côte basque, en 1912 en 2e série, puis en 1918 et 1920 en 1re série, le plus haut niveau de la compétition régionale. Grâce à ces derniers titres, il participe au championnat de France la saison suivante, sans pour autant que l'US Dax ne soit titrée.
Plus tard, il remporte en 1926 avec l'équipe « troisième » le titre de champion de Côte basque des réserves, en 1re série.
Sous le maillot de l'équipe de France, bien qu'il participe à plusieurs éditions du Tournoi des Cinq Nations, il ne remporte pas la compétition.

## Statistiques en équipe nationale
De 1920 à 1923, Abel Guichemerre dispute 4 matchs capés avec l'équipe de France ; il n'inscrit aucun point. Sous le maillot national, il compte une victoire pour trois défaites. Il est enregistré en tant qu'international no 128 dans le registre de la Fédération française de rugby,.
Il prend part à trois éditions différentes du Tournoi des Cinq Nations, en 1920, 1921 et 1923.
| Année | Compétition              | Matchs | Points |
| ----- | ------------------------ | ------ | ------ |
| 1920  | Tournoi des Cinq Nations | 1      | 0      |
| 1921  | Tournoi des Cinq Nations | 2      | 0      |
| 1923  | Tournoi des Cinq Nations | 1      | 0      |
| Total | Total                    | 4      | 0      |

Durant sa carrière internationale, il affronte trois nations différentes en match officiel : l'Angleterre, l'Écosse et l'Irlande,. Il rencontre également des équipes représentatives de l'Australie, de la Nouvelle-Zélande et du pays de Galles, mais sous le statut d'« international de guerre », ces matchs n'étant pas compatibilisés comme officiels bien que disputés sous le maillot national français.
| Équipe     | Matchs | Victoires | Nuls | Défaites | Ratio victoires |
| ---------- | ------ | --------- | ---- | -------- | --------------- |
| Angleterre | 2      | 0         | 0    | 2        | 0 %             |
| Écosse     | 1      | 0         | 0    | 1        | 0 %             |
| Irlande    | 1      | 1         | 0    | 0        | 100 %           |

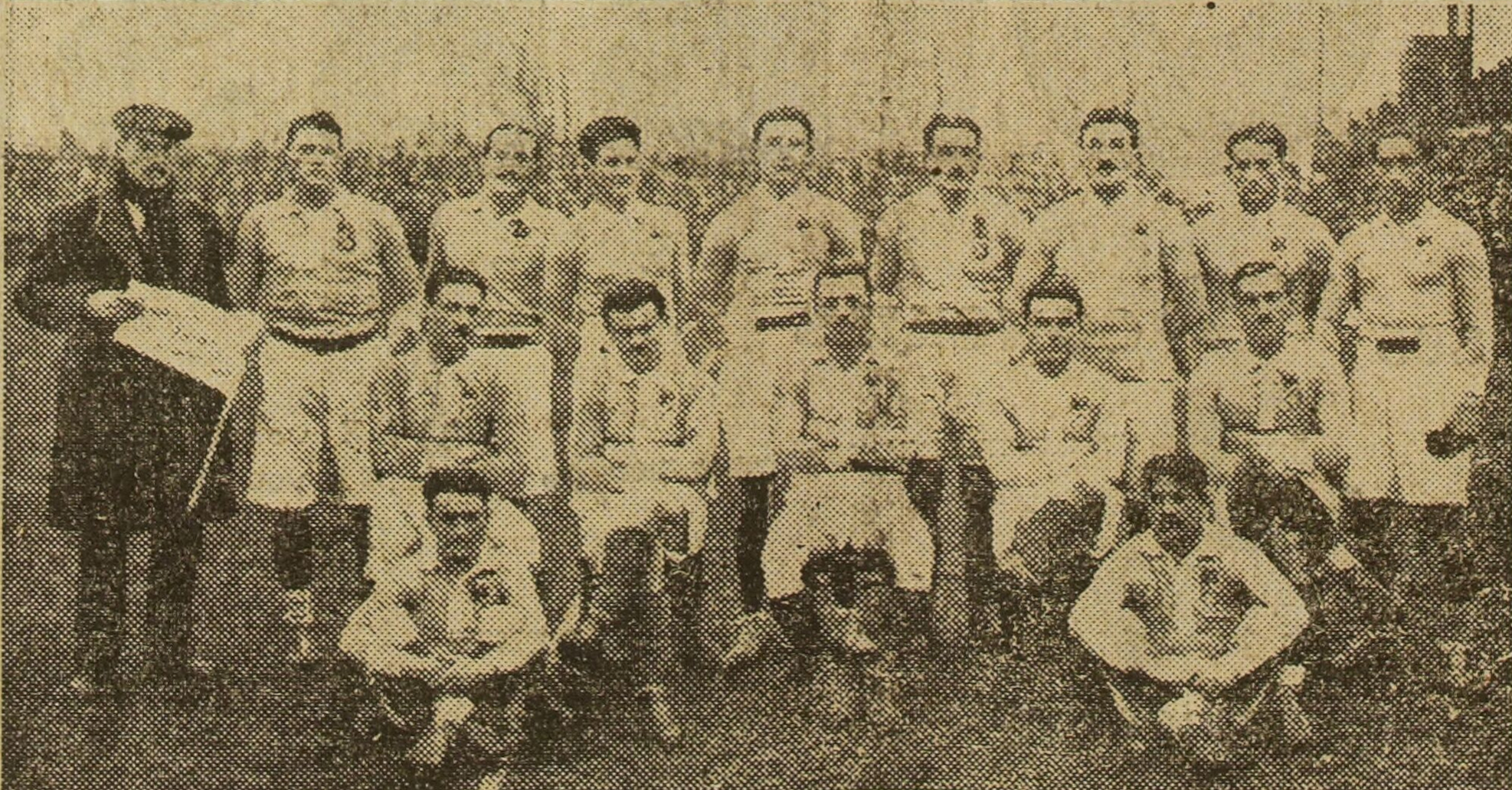
Guichemerre (debout, 2e à droite) en équipe de France avant le match contre l'Angleterre, pour le Tournoi 1920.
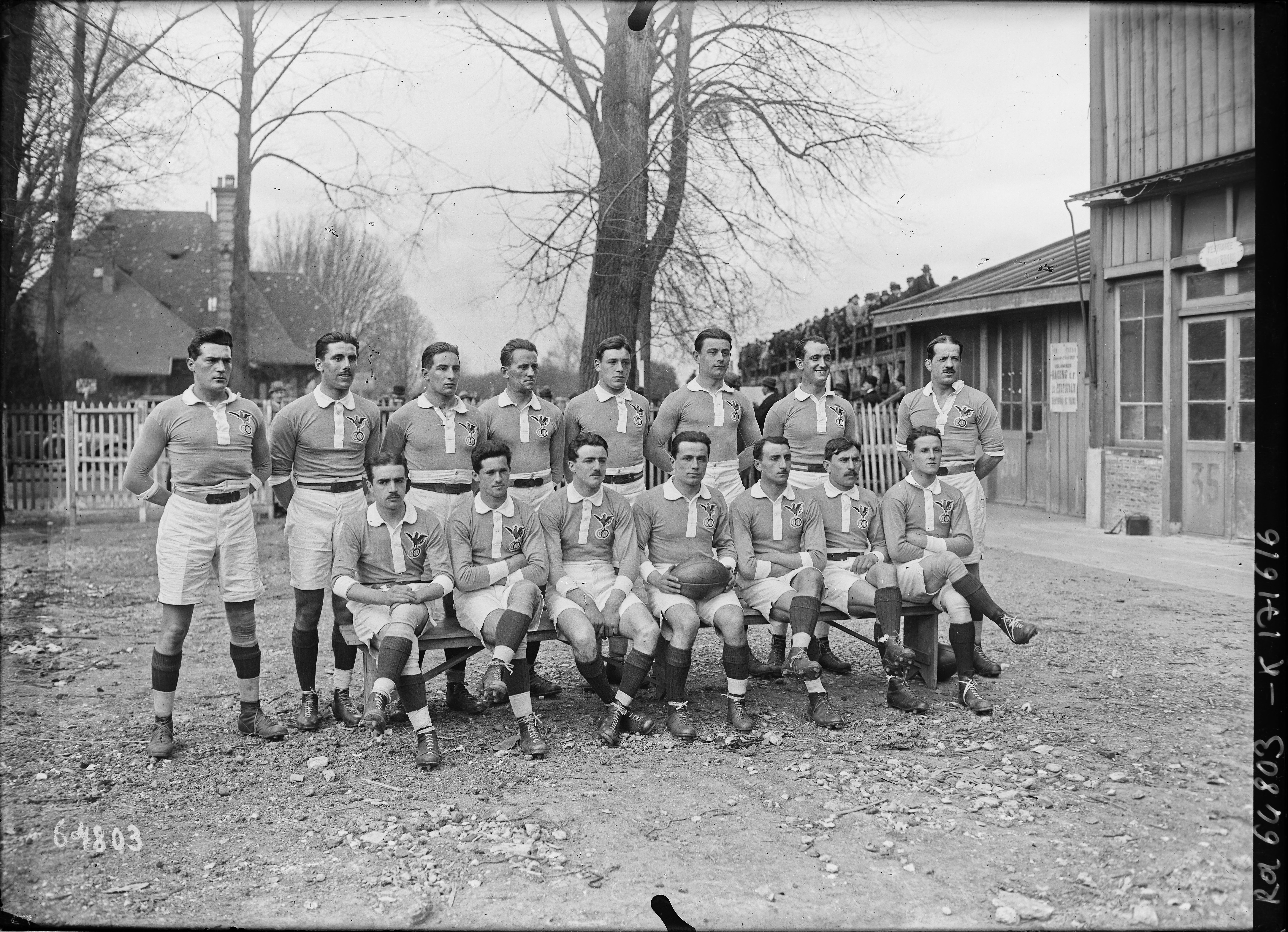
Guichemerre (debout, 4e à gauche) en équipe de France avant le match contre l'Angleterre, pour le Tournoi 1921.
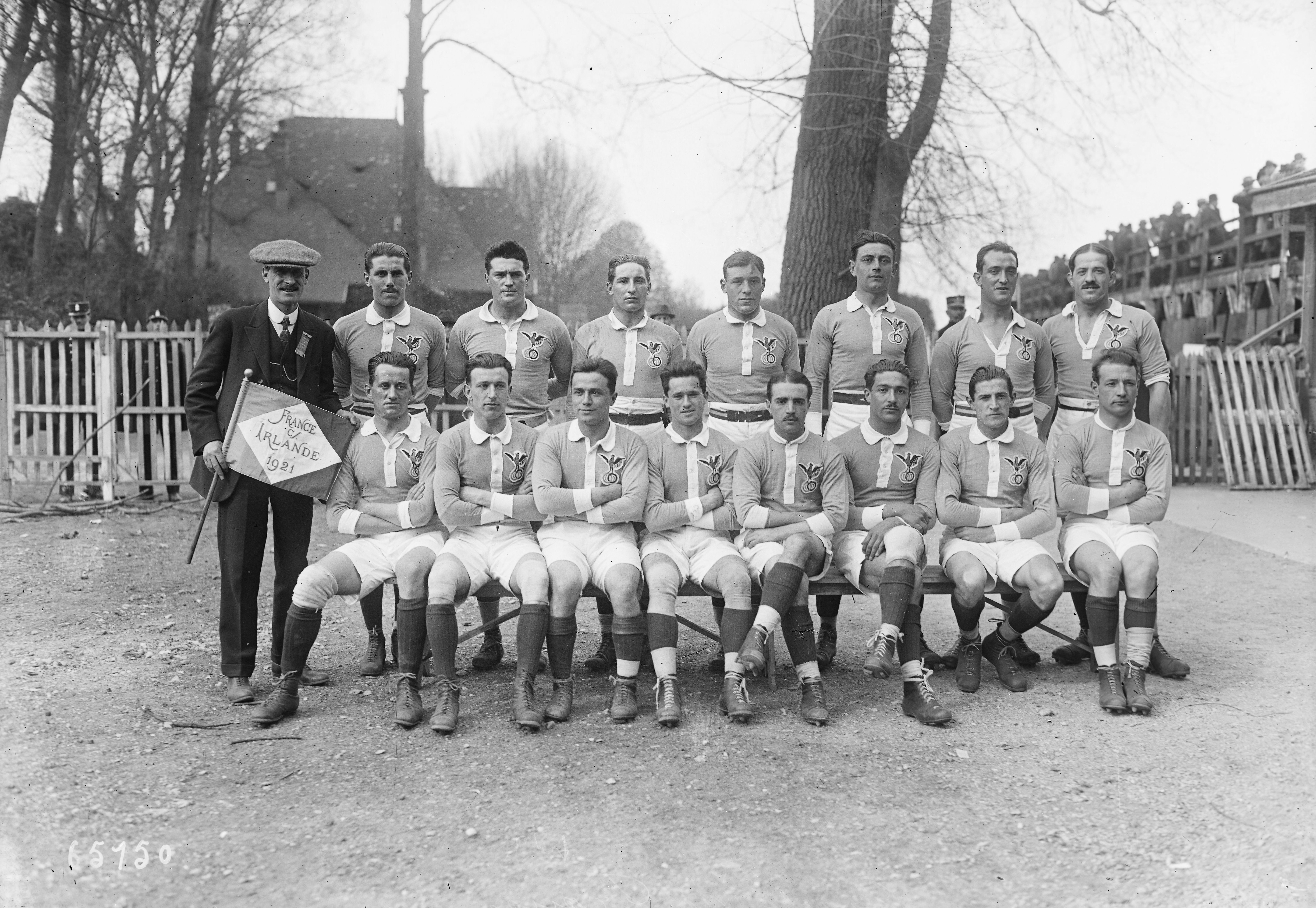
Guichemerre (assis, 1er à gauche) en équipe de France avant le match contre l'Irlande, pour le Tournoi 1921.
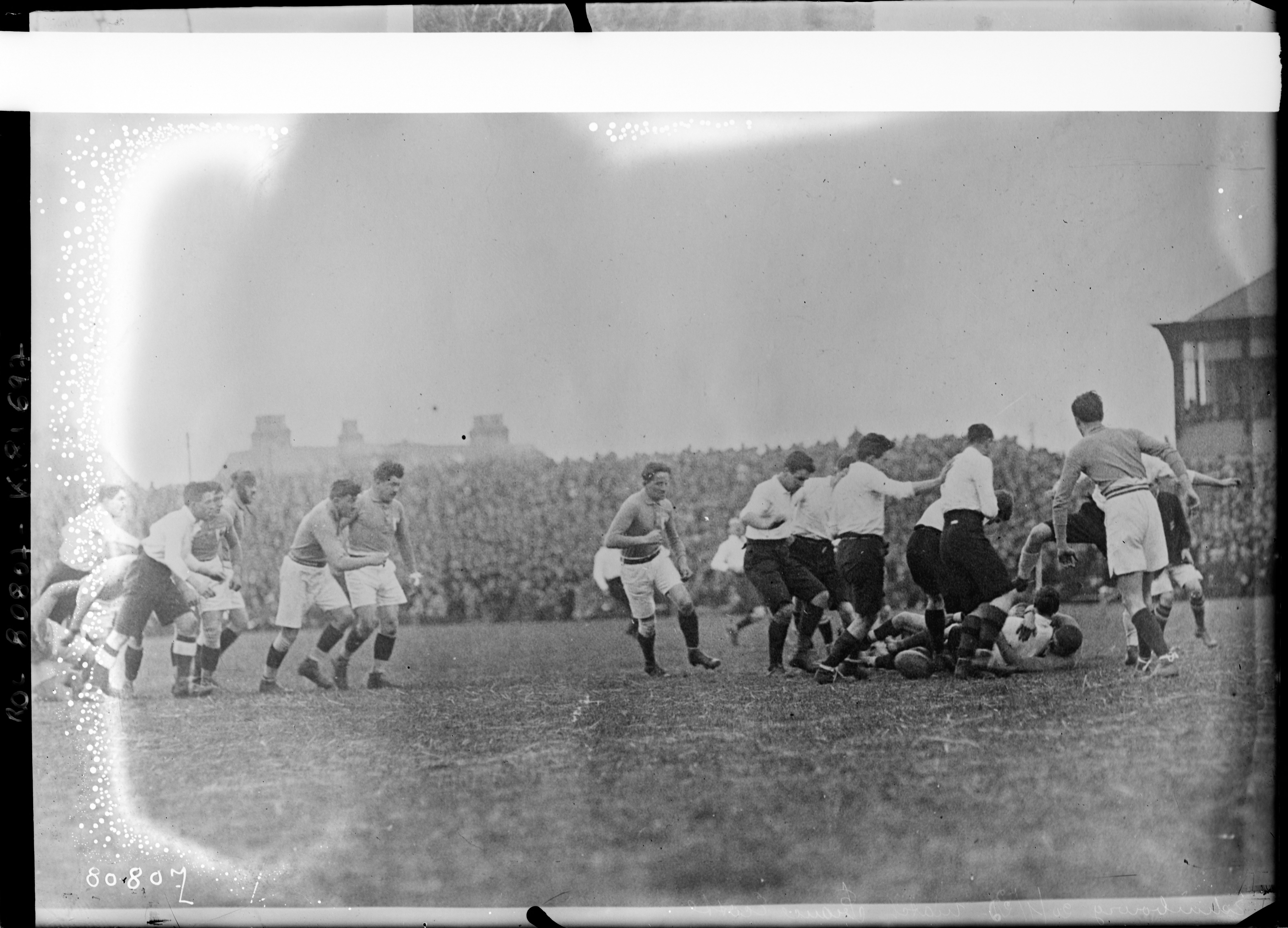
Guichemerre (à gauche du rassemblement, maillot sombre) en équipe de France pendant le match en Écosse, pour le Tournoi 1923.

## Style de jeu

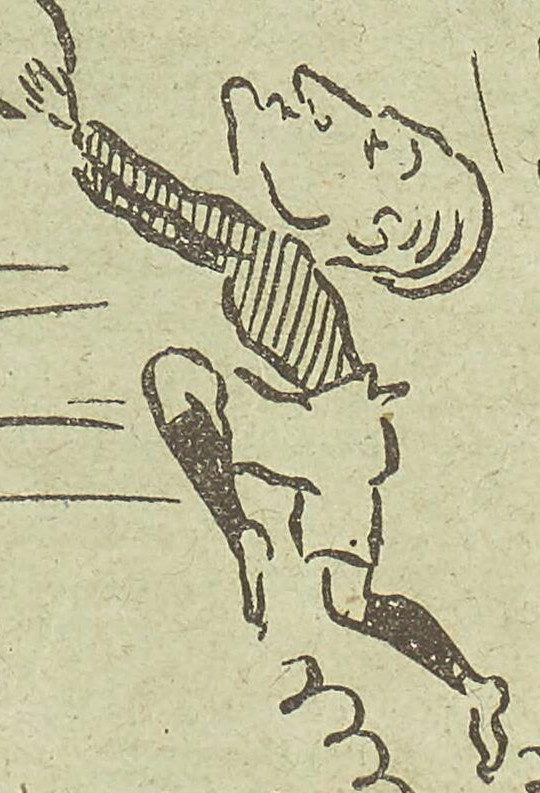
Caricature d'Abel Guichemerre sautant comme un bouchon de Moët, dans le cadre du match entre le Racing Club de France et l'US Dax du 11 3 1923.

Abel Guichemerre, joueur de troisième ligne, est décrit comme adroit, rapide et « doué d'une intelligence de jeu », « secondant les lignes arrières ».
En 1913, soit à ses 24 ans, il pèse 80 kg pour 1,79 m, soit un gabarit de grande envergure pour son poste. Il entre dans le profil type du troisième ligne des années 1910 et 1920, jugé plus mobile que celui des années 1940,.
Il est pendant plusieurs saisons nommé capitaine de l'équipe dacquoise, dès 1908, parfois surnommé « Maréchal Guichemerre » dans ce rôle,. Il est régulièrement nommé capitaine en match d'exhibition entre comités, notamment lorsque son ancien coéquipier en club René Crabos, alors capitaine de l'équipe de France, lui cède le capitanat lors du match amical de 1922 entre les sélections de Côte basque et de Côte d'Argent. Lors de sa sélection internationale de 1923, alors que le centre René Crabos reste le capitaine de l'équipe, le comité de sélection donne spécialement à Guichemerre le rôle de meneur des avants,. Il est cité parmi les capitaines notoires après son retrait des terrains, à l'instar d'autres internationaux de la même période comme Crabos, Lasserre, Mounicq, Sébédio, ou encore Struxiano,.
Sur le terrain, il est reconnu pour sa « sportivité », l'« autorité sportive » qu'il exerce sur ses coéquipiers et sur la mêlée dacquoise, notamment dans son rôle de capitaine,, ainsi que son « ascendant amical » et « moral ». Ces qualités contribueront dans le choix des sélectionneurs de l'équipe de France.
Alors que la fin de carrière d'un avant est à l'époque estimée à un âge d'environ 25 à 30 ans, Guichemerre continue tardivement la pratique sportive par rapport au profil moyen d'un joueur de rugby, un profil alors inaccoutumé à l'instar d'autres joueurs comme Lubin-Lebrère et Sébédio. Malgré son âgé avançant avec les années et des rumeurs de retrait des terrains à plusieurs reprises après ses 30 ans – entre autres en 1923 et 1927 – il continue d'apporter à l'équipe dacquoise sous son capitanat, présent sur le terrain jusqu'à l'année 1929 après vingt-cinq années de pratique, soit à l'aube de ses 40 ans.

## Hommages
La coupe Abel-Guichemerre rassemble les équipes juniors du comité Côte basque, de manière analogue à la coupe Frantz-Reichel nationale, sous le format d'une phase de poules préliminaire suivie d'une phase finale à élimination directe et organisée en parallèle du championnat de Côte basque.
La Base adresse nationale recense deux voies en France portant son nom, toutes deux dans le département des Landes : la rue Abel-Guichemerre à Dax et l'avenue Abel-Guichemerre à Soorts-Hossegor.

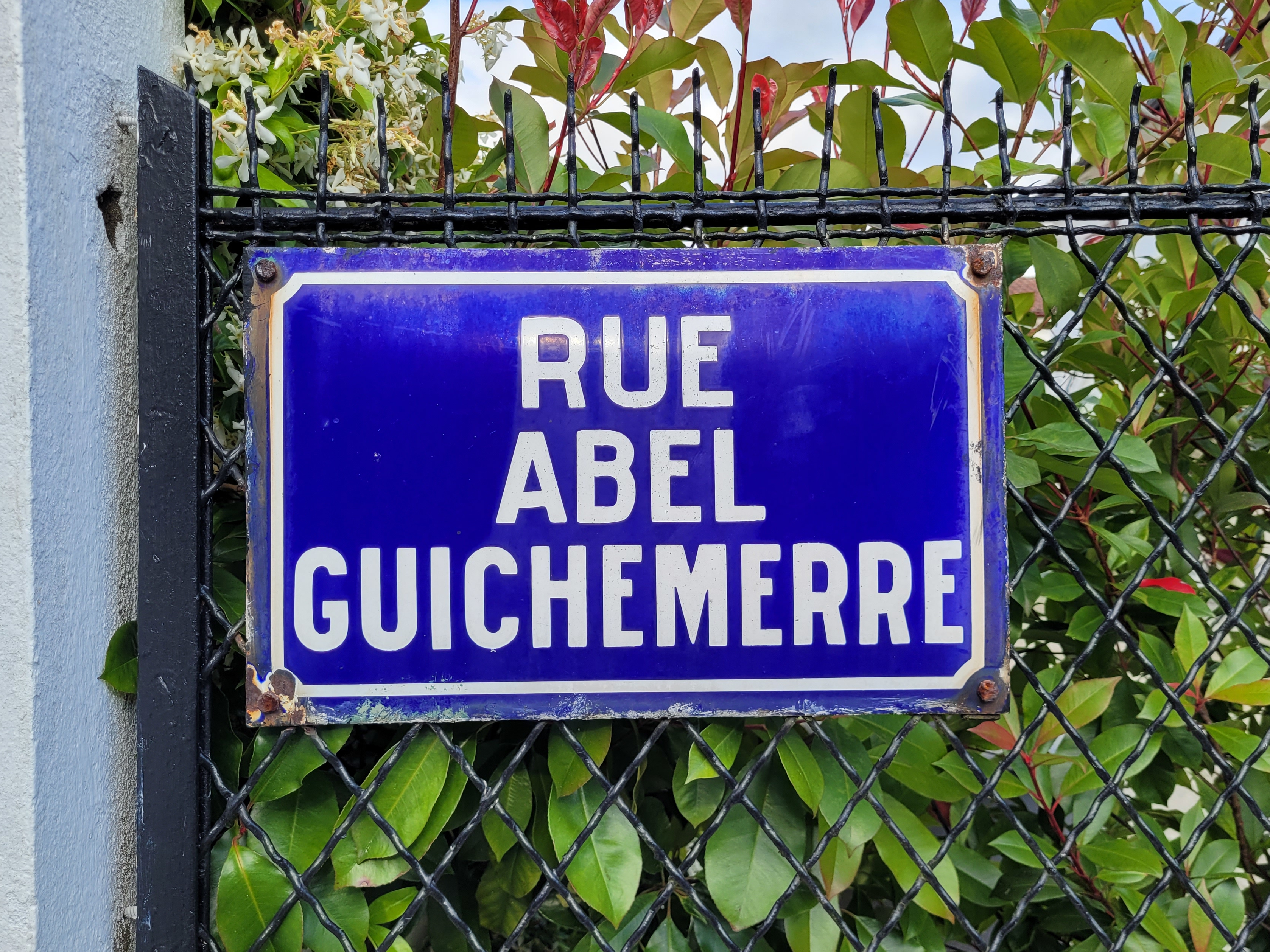
Plaque de la rue Abel-Guichemerre à Dax.